# Abram B. Olin

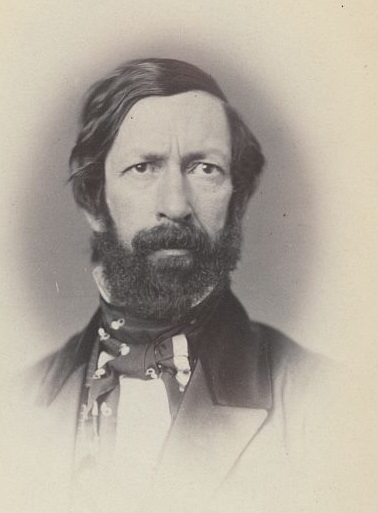
Abram B. Olin (1859)

Abram Baldwin Olin (* 21. September 1808 in Shaftsbury, Vermont; † 7. Juli 1879 bei Sligo, Maryland) war ein US-amerikanischer Jurist und Politiker. Zwischen 1857 und 1863 vertrat er den Bundesstaat New York im US-Repräsentantenhaus. Der Kongressabgeordnete Gideon Olin war sein Vater.

## Werdegang
Abram Baldwin Olin wurde ungefähr vier Jahre vor dem Ausbruch des Britisch-Amerikanischen Krieges in Shaftsbury im Bennington County geboren und wuchs dort auf. In dieser Zeit besuchte er Gemeinschaftsschulen und graduierte dann 1835 am Williams College in Williamstown (Massachusetts). Er studierte Jura. Seine Zulassung als Anwalt erhielt er 1838 und begann dann in Troy zu praktizieren. Zwischen 1844 und 1852 war er als Recorder in der City von Troy tätig. Politisch gehörte er der Republikanischen Partei an.
Bei den Kongresswahlen des Jahres 1856 für den 35. Kongress wurde er im 13. Wahlbezirk von New York in das US-Repräsentantenhaus in Washington, D.C. gewählt, wo er am 4. März 1857 die Nachfolge von Russell Sage antrat. Er wurde zwei Mal in Folge wiedergewählt und schied dann nach dem 3. März 1863 aus dem Kongress aus.
Am 11. März 1863 ernannte ihn Präsident Abraham Lincoln zum beisitzenden Richter (associate justice) am New York Supreme Court  für den District of Columbia – eine Stellung, die er bis zu seinem Rücktritt am 13. Januar 1879 innehatte. Er verstarb am 7. Juli 1879 bei Sligo im Montgomery County und wurde dann auf der Parzelle der Familie Danforth beigesetzt, welche an den West Lawn Cemetery im Williamstown angrenzt.